# Bedia
Bedia è un comune spagnolo di 994 abitanti situato nella comunità autonoma dei Paesi Baschi.